# ایران در مسابقات جهانی دو و میدانی
ایران تاکنون چهارده بار (با احتساب ۲۰۱۹) در مسابقات جهانی دو و میدانی شرکت کرده‌است. اولین حضور در سال ۱۹۸۳ بود. ایران در سال‌های ۱۹۹۱–۱۹۸۵ و ۱۹۹۷ نماینده‌ای به مسابقات جهانی اعزام نکرد.اولین مدال ایران در این رقابت‌ها را احسان حدادی در پرتاب دیسک در ۲۰۱۱ به دست آورد. او با پرتاب دیسک به میزان ۶۶٫۰۸ متر به مدال برنز دست یافت. بهترین نتیجه زنان ایران هم متعلق به لیلا رجبی در پرتاب وزنه در ۲۰۱۵ می‌باشد که جایگاه ۱۸ام را به دست آورد.